# Fouilloy (Somme)
Fouilloy é uma comuna francesa na região administrativa de Altos da França, no departamento de Somme. Estende-se por uma área de 5.73 km². Em 2010 a comuna tinha 1 845 habitantes (densidade: 322 hab./km²).